# Спадола
Спадола (італ. Spadola, сиц. Spàtula) — муніципалітет в Італії, у регіоні Калабрія,  провінція Вібо-Валентія.
Спадола розташована на відстані близько 490 км на південний схід від Рима, 45 км на південний захід від Катандзаро, 23 км на схід від Вібо-Валентії.
Населення — 839 осіб (2014).
Щорічний фестиваль відбувається 6 грудня. Покровитель — святий Миколай.

## Демографія
Населення за роками:

Станом на 1 січня 2023 року в муніципалітеті офіційно проживало 20 іноземців з 5 країн, серед них 10 громадян країн Євросоюзу та 3 громадяни України.

## Сусідні муніципалітети
- Броньятуро
- Джерокарне
- Серра-Сан-Бруно
- Сімбаріо
- Соріанелло
- Стіло